# Alfred Perenya i Reixachs
Alfred Perenya i Reixachs (Lleida, 25 de novembre de 1882- 22 de març de 1930)
fou un advocat i polític català.
Fill de Manuel Pereña i Puente i germà del paer de Lleida Octavi Perenya i del dirigent republicà fincat a Tàrrega Samuel Perenya, estudià Dret a Barcelona, on participà en la fundació de l'Associació Escolar Republicana, entitat de la qual esdevingué tresorer (1898).
Advocat de professió, sempre mostrà molt d'interès en la difusió de la llengua catalana en l'àmbit ciutadà (treball incansable compartit amb Humbert Torres i Barberà). El 1907 va ser designat representant d'Unió Republicana de Lleida a la junta de Solidaritat Catalana. Treballà al Centre Excursionista de Lleida, del qual fou vicepresident entre 1906 i 1911. Fou col·laborador assidu del setmanari Lleida i director d'El Ideal (1909-1912), en què les seves intervencions el dugueren sovint davant la justícia. El 1909 fou desterrat sis mesos a Perpinyà per opinar sobre el nacionalisme. Tornà a ser detingut arran de l'Assemblea de Parlamentaris de l'estiu de 1917. Elegit diputat provincial pel districte de Lleida-Les Borges Blanques, el 1908 (elecció parcial), el 1911,1915,1919,1923, fou membre del Consell Permanent de la Mancomunitat i conseller el 1914 i 1917.
Destacà pel seu pensament crític a favor del món de l'obrer i la preocupació per la cultura i la salut, tema que l'animà a dur a terme iniciatives com el Casal Social de la Joventut Republicana de Lleida i el Camp d'Esports, dues de les obres més importants que es van fer a Lleida en aquells anys. Fou membre fundador del Partit Republicà Català, el 1917, del qual fou impulsor i membre del directori. Poc abans de morir, amb tot just 48 anys, intervingué en la constitució del Front Únic d'Esquerres, de la mà del qual es proclamà la República a Lleida.
El seu lligam amb associacions culturals del moment quedà palès en entitats com el Centre Excursionista de Lleida, entitat de la qual fou vicepresident i des d'on endegà la celebració del Primer Congrés Excursionista Català. Així va ser que, davant la seva prematura mort, el 1930, es va creure oportú compensar el seu esforç amb la col·locació d'una placa en record del "Patrici Perenya" justament en una de les cantonades del d'aleshores recentment inaugurat edifici de l'Escola del Treball. Posteriorment, amb l'arribada del franquisme, fou destruïda, i no va ser fins al passat 14 de gener de 2007, dia commemoratiu del 75è aniversari de l'Escola del Treball, que es tornà a restituir al seu lloc original.